# Incesticide
Incesticide è la prima raccolta discografica del gruppo musicale grunge statunitense Nirvana, uscita il 14 dicembre 1992 in Europa e il giorno seguente negli Stati Uniti.

## Il disco
All'epoca della pubblicazione, tutto il materiale presente in Incesticide circolava tra i fan della band già da tempo (anche se in bassa qualità audio). Fu ampiamente riportato dalla stampa musicale che, attraverso Incesticide, il gruppo voleva offrire al pubblico un'alternativa di miglior qualità sonora, ma nel libro Cobain Unseen, Charles R. Cross scrisse che Kurt Cobain acconsentì alla pubblicazione dell'album solo perché ebbe controllo totale sulla grafica della copertina del disco. L'album venne pubblicato il 14 dicembre 1992 in Europa, e il 15 dicembre 1992 negli Stati Uniti dove raggiunse la posizione numero 39 della classifica Billboard 200. La casa discografica Geffen Records decise di non promuoverne massivamente l'uscita, per non inflazionare e saturare il mercato con troppo materiale dei Nirvana, avendo il gruppo già pubblicato Nevermind e ben quattro singoli estratti da esso nei precedenti quindici mesi. Nonostante la mancanza di una grossa campagna pubblicitaria e trattandosi comunque di una raccolta di vecchio materiale, Incesticide debuttò in classifica alla posizione numero 51 nella Billboard 200 e vendette circa 500,000 copie in due mesi. L'album è stato certificato disco di platino dalla Recording Industry Association of America.

### Contenuto
L'album raccoglie singoli, versioni differenti di brani già editi, cover, inediti e lati B.
Le cover presenti nella raccolta sono:
- Molly's Lips dei The Vaselines
- Son of a Gun dei The Vaselines
- Turnaround dei Devo

I pezzi Aero Zeppelin, Hairspray Queen e Mexican Seafood risalgono al 1988.
Downer era già presente nella stessa versione nella riedizione in cd Bleach come bonus-track.
Gli unici brani inediti sono Big Long Now e (New Wave) Polly (la Polly di Nevermind in una nuova versione punk).

### Copertina e packaging
Il disegno presente in copertina è opera di Cobain, che è accreditato come Kurdt Kobain nelle note interne al disco.
Le prime copie dell'album includevano anche estese note interne scritte personalmente da Cobain.

## Tracce
1. Dive (Cobain/Novoselic) - 3:55
2. Sliver (Channing/Cobain/Novoselic) - 2:16
3. Stain (Cobain) - 2:40
4. Been a Son (Cobain) - 1:55
5. Turnaround (Casale, Mothersbaugh) - 2:19
6. Molly's Lips (Kelly, McKee) - 1:54
7. Son of a Gun (Kelly, McKee) - 2:48
8. (New Wave) Polly (Cobain/Grohl/Novoselic) - 1:47
9. Beeswax (Cobain) - 2:50
10. Downer (Cobain/Novoselic) - 1:43
11. Mexican Seafood (Cobain) - 1:55
12. Hairspray Queen (Cobain/Novoselic) - 4:13
13. Aero Zeppelin (Cobain) - 4:41
14. Big Long Now (Cobain) - 5:03
15. Aneurysm (Cobain/Grohl/Novoselic) - 4:36

## Formazione
- Kurt Cobain — voce e chitarre
- Krist Novoselic — basso e cori
- Dave Grohl — batteria e cori nelle tracce 4, 5, 6, 7, 8 e 15
- Chad Channing — batteria nelle tracce 1, 3 e 14
- Dan Peters — batteria nella traccia 2
- Dale Crover — batteria nelle tracce 9, 10, 11, 12 e 13

## Singoli estratti
| Anno | Singolo | Classifica                   | Posizione |
| ---- | ------- | ---------------------------- | --------- |
| 1992 | Sliver  | Official Irish Singles Chart | N. 23     |
| 1993 | Sliver  | Modern Rock Tracks           | N. 19     |

## Classifiche
| Classifica (2022) | Posizione massima |
| ----------------- | ----------------- |
| Grecia            | 5                 |